# Калинин, Павел Григорьевич
Павел Григорьевич Калинин (25 мая 1923 — 19 сентября 2020) — советский военачальник, заместитель командующего ВДВ СССР по вооружению (1979—1987), генерал-лейтенант. Участник Великой Отечественной войны.

## Биография
Родился 25 мая 1923 года в селе Залесово Алтайского края.
Сразу после выпускного школьного вечера вместе с одноклассниками пошел в военкомат проситься на фронт. Был отправлен на учёбу в Томское артиллерийское училище, по окончании которого в звании лейтенанта направился на фронт в 51-й артиллерийский полк. В действующей армии находился с февраля 1942 по май 1945 года, пройдя путь от Москвы до Праги в составе Калининского, Ленинградского, 2-го Прибалтийского, 2-го и 3-го Украинских фронтов. Сначала служил в артиллерии сухопутных войск, а в декабре 1944 года в составе самых опытных боевых артиллерийских полков вошел в 9-ю Гвардейскую армию, которая формировалась из десантников и окончил войну в войсках ВДВ. В 1944 году после взятия Нарвы Павел Калинин встретился на фронте со своим отцом, гвардии рядовым, георгиевским кавалером, и воевал с ним до окончания войны в 85-м гвардейском Нарвском Краснознаменном ордена Кутузова 2-й степени корпусном артиллерийском полку.
Павел Григорьевич Калинин служил в ВДВ до 1987 года: был командиром полка. С июня 1967 по декабрь 1969 года — командир 105-й гвардейской воздушно-десантной дивизии. Затем служил начальником артиллерии Воздушно-десантных войск, последние восемь лет — заместитель командующего ВДВ по вооружению.
После окончания военной службы занимался общественной деятельностью: являлся председателем Совета ветеранов войн и военной службы ВДВ и член Совета Российского Комитета ветеранов войны и военной службы.
Скончался 15 сентября 2020 года. Похоронен на Троекуровском кладбище. 

## Награды
- Награждён пятью орденами Красной Звезды, орденами Отечественной войны I и II степеней, орденом «За службу Родине в Вооруженных Силах» и многими медалями, в числе которых и медаль ордена «За заслуги перед Отечеством» II степени.
- Лауреат Государственной премии СССР.[3]